# Magnolia insignis
Magnolia insignis är en magnoliaväxtart som beskrevs av Nathaniel Wallich. Magnolia insignis ingår i släktet Magnolia och familjen magnoliaväxter. Inga underarter finns listade i Catalogue of Life.